# Прибутковий будинок Аргутинського-Долгорукова
Прибутковий будинок А. З. Аргутинського-Долгорукова (рос. Доходный дом А. З. Аргутинского-Долгорукова) — особняк кінця XIX століття, виконаний у стилі модерн. Розташований в історичному центрі Ростова-на-Дону за адресою вул. Велика Садова, 10. Є об'єктом культурної спадщини місцевого значення. 

## Історія
На першому поверсі прибуткового будинку спочатку розташовувалися магазини, а житлові приміщення займали другий і третій поверхи. Але після націоналізації в будівлі в різний час були проведені численні перепланування, змінили внутрішній простір. У 1996 році по головному фасаду були виконані ремонтні роботи без проекту реставрації. До 255-річчя Ростова-на-Дону в 2004 році будівлю було відреставровано будівельною компанією «Слов'яни», про що свідчить пам'ятна табличка. В даний час в колишньому прибутковому будинку розташовуються магазин та офіси.

## Опис
Прибутковий будинок Аргутинського-Долгорукова є пам'яткою цивільної архітектури останньої чверті XIX століття. Архітектура триповерхового особняка витримана в стилі модерн. Будівля входить в комплекс історичної забудови головної вулиці Ростова-на-Дону і відображає її стилістичне різноманіття. В оформленні використані композиційні прийоми і декор, характерні для класицизму і бароко. Симетрію фасаду підкреслює центральна і бічні раскреповки, завершені сложнодекорированными аттиками. Вікна другого поверху багато прикрашені лучковими сандриками, доповненими ліпниною. П'ять відкритих прямокутних балконів мають вигнуті ажурні металеві огорожі. Арку над входом на центральний балкон підтримують дві колони коринфського ордера. Центральна частина акцентована в'їздом, фланкированным атлантами.

## Галерея

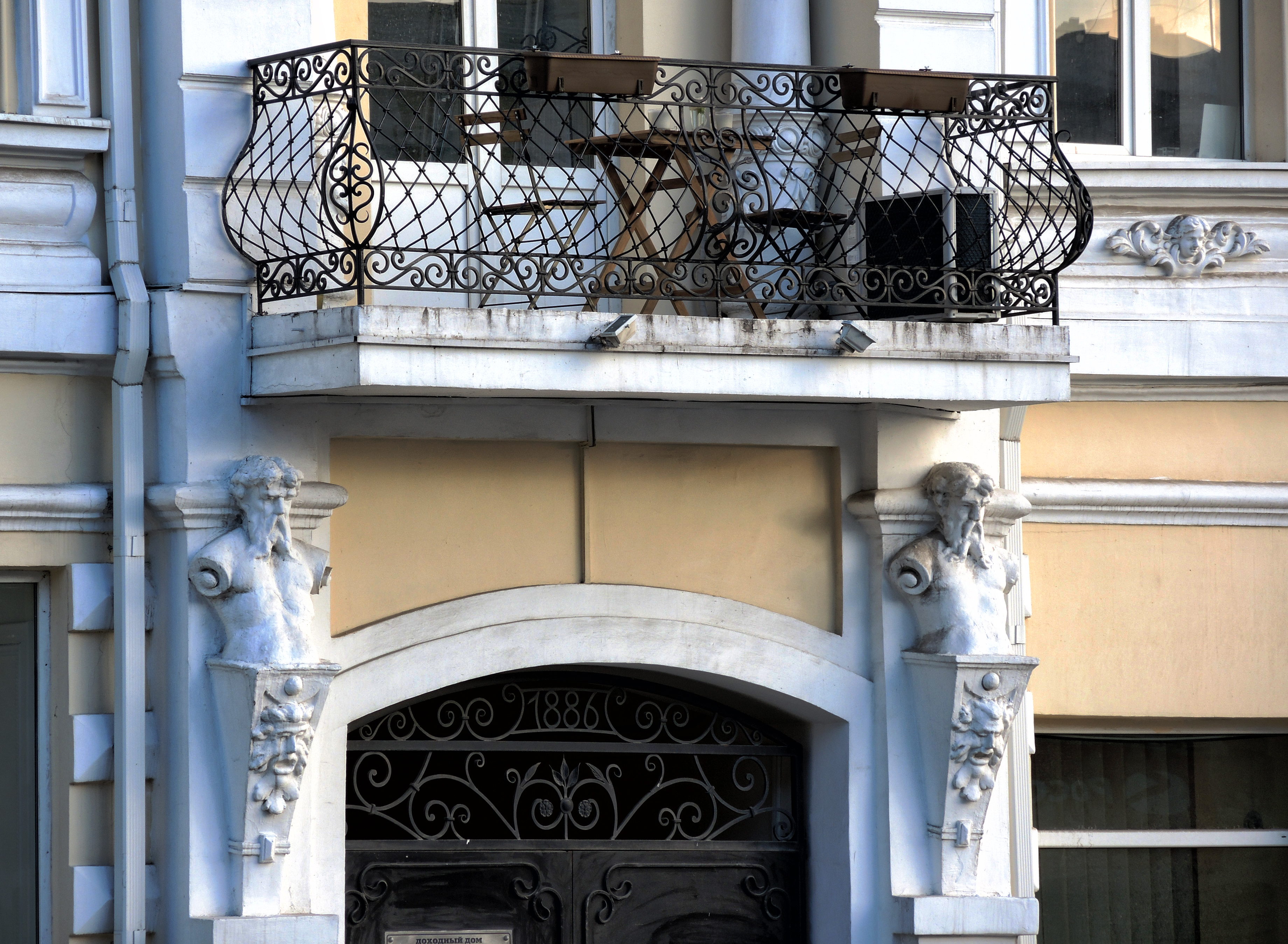
Балкон і вхід з атлантами
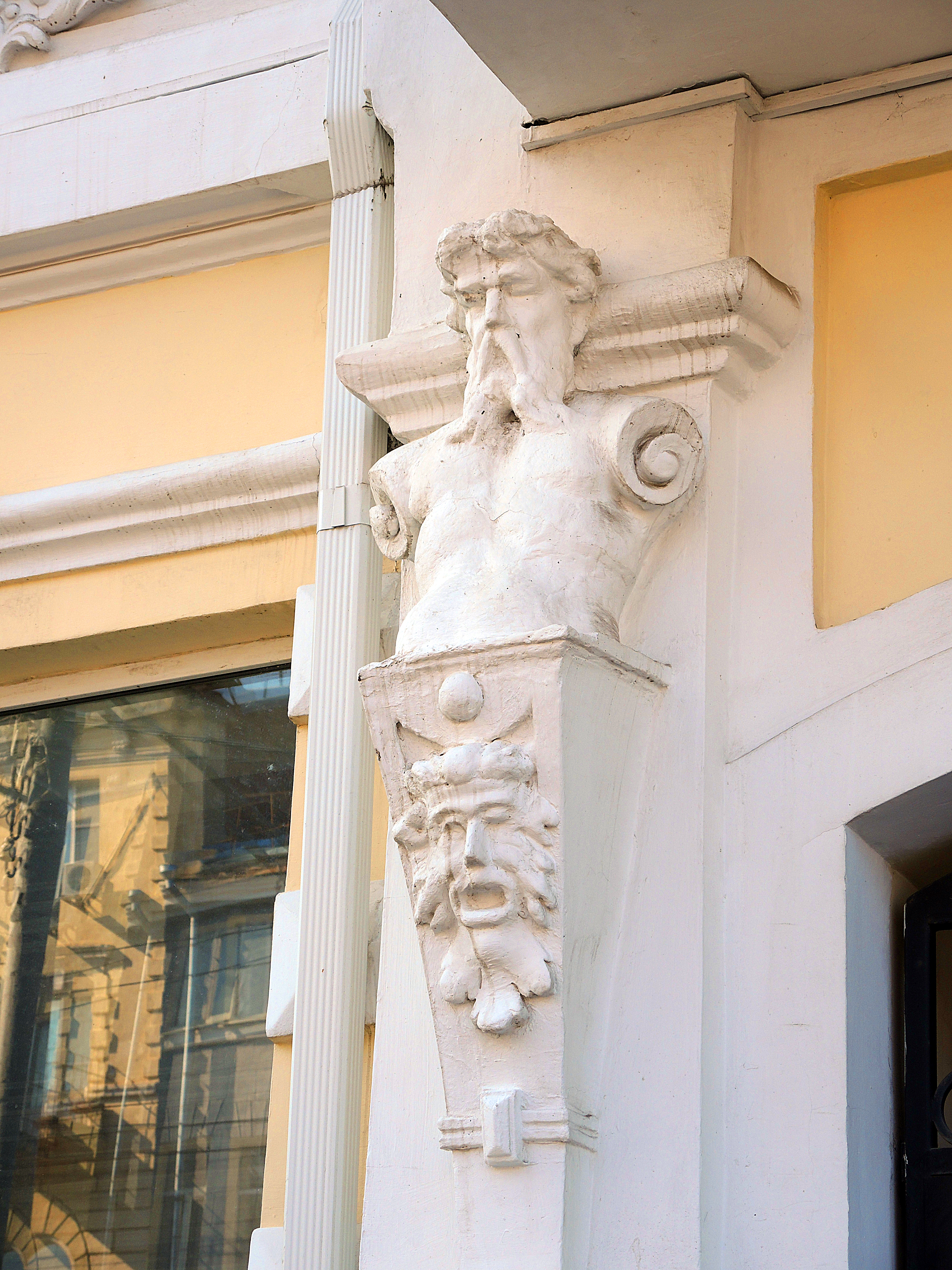
Елементи фасаду
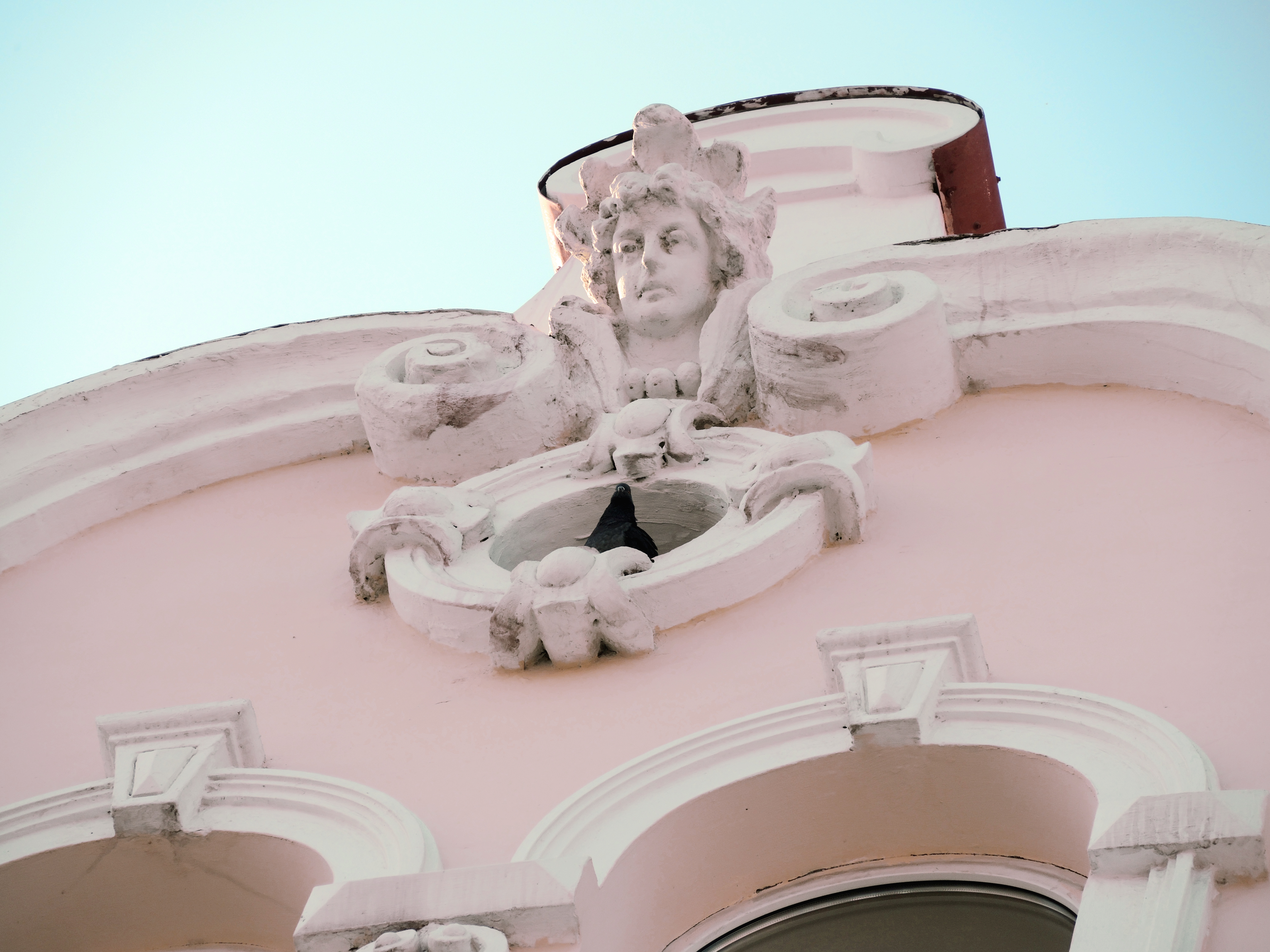
Елементи фасаду